# 136432 Allenlunsford
136432 Allenlunsford è un asteroide della fascia principale. Scoperto nel 2005, presenta un'orbita caratterizzata da un semiasse maggiore pari a 2,4338823 UA e da un'eccentricità di 0,1949058, inclinata di 3,83402° rispetto all'eclittica.